# Eddie McCreadie
Eddie McCreadie, właśc. Edward Graham McCreadie (ur. 15 kwietnia 1940 w Glasgow) – szkocki piłkarz grający niegdyś na pozycji lewego obrońcy, głównie w Chelsea, w której barwach wystąpił 410 razy i na liście zawodników z największą liczbą występów w barwach The Blues zajmuje dziewiąte miejsce. Po zakończeniu kariery zawodniczej został trenerem.

## Kariera klubowa i trenerska
McCreadie rozpoczynał swoją karierę w amatorskim szkockim zespole Drumchapel. Następnie trafił do Clydebank, skąd później przeszedł do East Stirlingshire. Po odrzuceniu oferty Fulham podpisał kontrakt z Chelsea w 1962 roku. Dość szybko stał się jej podstawowym zawodnikiem, choć w sezonach 1970/71 oraz 1971/72 wystąpił w zaledwie 21 meczach. Z drużyną The Blues wygrał rozgrywki Pucharu Ligi (1965) i Pucharu Anglii (1970). W 1971 sięgnął z Chelsea po swoje najważniejsze trofeum – Puchar Zdobywców Pucharów – choć w finale rozegranym w Atenach nie wystąpił z powodu kontuzji. Łącznie w The Pensioners rozegrał 410 meczów.
Po zakończeniu piłkarskiej kariery McCreadie został trenerem. Od 16 kwietnia 1975 do 1 lipca 1977 roku prowadził w 90 meczach drużynę Chelsea. Następnie przez rok trenował graczy Memphis Rogues, w którego barwach zaliczył również jeden występ na boisku. W latach 1979–1982 był szkoleniowcem Cleveland Force.

## Kariera reprezentacyjna
McCreadie zaliczył również 23 występy w reprezentacji swojego kraju. Zadebiutował w niej 10 kwietnia 1965 roku w spotkaniu z Anglią zakończonym remisem 2:2. Grał również między innymi w wygranym 8:0 pojedynku z Cyprem w maju 1969 roku. Był to jego ostatni występ w barwach narodowych.